# NGC 4447
NGC 4447 ist eine Linsenförmige Galaxie mit aktivem Galaxienkern vom Hubble-Typ SB0 im Sternbild Haar der Berenike am Nordsternhimmel. Sie ist schätzungsweise 320 Millionen Lichtjahre von der Milchstraße entfernt und hat einen Durchmesser von etwa 85.000 Lj. Die Galaxie wird unter der Katalognummer VVC 1085 als Mitglied des Virgo-Galaxienhaufens gelistet. Wahrscheinlich ist sie gravitativ an ihren Nachbarn NGC 4446 gebunden.

Im selben Himmelsareal befinden sich u. a. die Galaxien NGC 4459, NGC 4468, NGC 4474, IC 3382.
Das Objekt wurde am 17. April 1887 von Lewis Swift entdeckt.